# 麗莎·露
麗莎·露（英語：Liza Lou，1969年—）為美國視覺藝術家，以使用串珠創作大型雕塑而聞名。2002年，露获得麦克阿瑟奖。露目前居住在南非夸祖鲁-纳塔尔省和美国洛杉矶。

## 早年和求學時期
麗莎·露在紐約出生，成長於洛杉磯。她曾就讀於加利福尼亞州舊金山藝術學院，1989年因為教授不重視她使用串珠創作的作品而退學。

## 職業生涯

### 初期（1991年—1999年）
麗莎·露創作了藝術品《廚房》（1991年—1996年）嶄露頭角。《廚房》佔地168平方英尺（15.6平方米），按真實廚房比例創作的串珠複製品。這件作品花了五年時間才完成。之後，露創作了《後院》（1996年—1999年）。在這件作品中，露邀請志願者一同重現佔地525平方英尺（48.8平方米）的後院草坪。
露叛逆地讓串珠成為創作媒材。之後，露在與南非的串珠藝術家合作的過程當中，逐漸從早期的具象創作轉變為更抽象的藝術創作。

### 南非德班（2005年—2014年）
露的藝術延伸到了社區，因為她需要許多人的幫助來織造大型串珠雕塑和裝置。露與「藝術家協助組織」對話時，提出了一個想法：透過串珠工藝作品為高危社區提供收入。因此，2005年，露搬到南非德班成立工作室，與一群祖魯族婦女合作。當時，德班愛滋病疫情嚴重，城鎮的失業率高達70%。露與50位手藝精湛的祖魯族串珠工匠創作了許多雕塑和繪畫作品。露表示，在非洲工作時，她體會到了藝術作品的創作方式有多麼重要，而創作過程與作品的意義不可分割。
露開始強調創作過程而非概念，這可以從她2016年創作的裝置藝術《浪》看出來。這件作品展示了一千塊白色的串珠，還有洗碗布大小的方塊，呈現了製作它的手的痕跡，還有裂痕、條紋和污漬。露認為，德班工作室的婦女開闊了她對美的感知。她說：「我有幸與這些婦女一起工作，她們的美麗、優雅觸動我心，快樂和笑聲也感染了我。」

### 南加州（2014年至今）
2014年，露返回洛杉磯後仍持續經營德班工作室，委託她們製作編織品和畫布，將其融入到裝置藝術中。目前，露經常孤獨地在莫哈維沙漠戶外創作。露在創作當中加入素描，展現出更獨特的創作風格。她表示，「（孤獨）讓我有機會以多年來不曾有過的方式探索素描。」露持續堅持獨立作業，專心在當下的無聲勞動中。
然而，2020年全球疫情爆發，人們必須保持社交距離時，露感受到了孤獨的沉重。她在Instagram上邀請大眾參加她的公共計畫「一起分離」，鼓勵藝術家和大眾一同收集材料和舊衣物，拼湊成「安慰毯」。她通過Zoom主持藝術家講座和「縫紉交流」活動，與參與者互動。
2021年，露的作品問世，這件作品為單色串珠雕塑，呼應她的創作環境，即沙漠的約書亞樹景觀。

## 獎項
2002年，麗莎·露獲得了麥克阿瑟基金會頒發的麥克阿瑟獎；2013年，露獲得了匿名女性創作家獎。